# Communauté d'agglomération Terres de France
La Communauté d'agglomération Terres de France est une ancienne communauté d'agglomération française, située dans le département de la Seine-Saint-Denis, dénommée jusqu'au 8 février 2011 « Communauté d'agglomération Plaine de France ».
Dans le cadre de la création de la métropole du Grand Paris, elle a disparu le 1er janvier 2016, ses communes ayant été rattachées à l'Établissement public territorial Paris Terres d'Envol.

## Histoire
La communauté, regroupant trois des cinq communes du Syndicat d'équipement et d'aménagement des Pays de France et de l'Aulnoye (SEAPFA) a été créée par un arrêté préfectoral prenant effet au 1er janvier 2010.
Lors du Conseil communautaire du 8 février 2011, la communauté a engagé un processus pour transformer la dénomination initiale Communauté d'agglomération Plaine de France en Communauté d'agglomération des Terres de France, afin d'éviter des risques d'ambiguïté avec d'autres structures au nom proche, telles que l'Établissement public d'aménagement de la Plaine de France.
Dans le cadre de la mise en place de la métropole du Grand Paris, la loi portant nouvelle organisation territoriale de la République du 7 août 2015 (Loi NOTRe) prévoit la création d'établissements publics territoriaux (EPT), qui regroupent l'ensemble des communes de la métropole à l'exception de Paris, et assurent des fonctions de proximité en matière de politique de la ville, d'équipements culturels, socioculturels, socio-éducatifs et sportifs, d'eau et assainissement, de gestion des déchets ménagers et d'action sociale.
La création des EPT s'accompagne de la suppression des EPCI à fiscalité propre situés dans leur périmètre, et qui exercent désormais les compétences que les communes avaient transférées aux intercommunalités supprimées.
L'Établissement public territorial Paris Terres d'Envol a été créé par un décret du 11 décembre 2016 et regroupe :
- Les trois communes antérieurement membres de l'ex-communauté d'agglomération de l'aéroport du Bourget ;
- Les trois communes antérieurement membres de l'ex-communauté d'agglomération Terres de France ;
- Les deux communes qui n'étaient jusqu'alors membre d'aucune intercommunalité à fiscalité propre du Blanc-Mesnil et d'Aulnay-sous-Bois, qui, avec 82 634 habitants, est la plus peuplée de ce nouvel établissement.

## Géographie

### Le territoire communautaire et ses enjeux
La communauté était située dans la pointe nord-est du département de la Seine-Saint-Denis, dans la Plaine de France. Ce secteur est doté d’un important tissu urbain et d’infrastructures stratégiques pour le développement économique pour la région capitale, avec notamment l'aéroport Paris-Charles-de-Gaulle, le parc d'activités Paris-Nord 2, et bénéficie d'un ensemble de voies de communications exceptionnel : autoroutes A1, A3 et A104 (Francilienne), RN2, Boulevard intercommunal du Parisis, ainsi que la ligne B du RER.
Selon son président, la communauté a été créée par « trois villes pionnières qui, ensemble, ont choisi de construire un territoire dynamique, moderne, respectueux de l’équilibre écologique. Un territoire pertinent qui défend la mixité sociale comme la qualité environnementale pour son aménagement. Un territoire de projets favorisant des transports accessibles qui desservent des bassins d’emploi en développement, des lieux de formation et des équipements culturels et sportifs de qualité. Un territoire équitable œuvrant pour la justice sociale qui s’inscrit au cœur de notre pacte républicain. Un territoire accueillant aux villes alentour qui partagent ces ambitions et ces projets et qui pourront rejoindre Plaine de France quand elles seront prêtes ».

### Communes membres
La Communauté d'agglomération Terres de France était constituée des trois villes suivantes :
- Sevran
La commune, autrefois petit village de la Plaine de France a connu un développement spectaculaire durant les années 1960 et 1970 faisant quadrupler sa population en moins de quarante ans. La ville abrite sur une partie de son territoire le parc forestier de la poudrerie nationale de Sevran-Livry. La ville compte 49 442 hab. (2012).
- Villepinte 
Située au cœur de la plaine céréalière du pays de France, au nord-est de Paris, le territoire de la commune semble avoir été peuplé dès le Néolithique. Durant l'Antiquité, le lieu est habité par la tribu gauloise des Parisii, ceci jusqu'à la conquête romaine du Ier siècle av. J.-C.
Les premiers lotissements pavillonnaires (Vert-Galant, cité-jardin de Bellevue, Clos de Montceleux) sont construits au début des années 1920.
La ville connaît une deuxième grande mutation à partir de 1960, avec la construction sur des terrains jusqu'alors agricoles d'une zone à urbaniser en priorité (ZUP) de 461 hectares, créée par arrêt ministériel sur le territoire de plusieurs communes (Aulnay-sous-Bois, Sevran, Tremblay-en-France, Villepinte), dont le grand ensemble du Parc de la Noue est le premier quartier sur la commune. Ainsi furent bâtis, pendant les années 1970, les quartiers de la Fontaine-Mallet, des Mousseaux (OCIL), de la Haie-Bertrand, de l'Europe et Pasteur.
Enfin, l'édification du parc des expositions et du centre de conventions de Paris-Nord Villepinte, inauguré en 1982, qui dispose aujourd'hui de 242 000 m2 de surface d'exposition, et du parc industriel et commercial Paris-Nord 2, qui s'étend sur le territoire de quatre communes (Villepinte, Tremblay-en-France, Roissy-en-France et Gonesse), bouleverse la physionomie de la ville en en faisant un pôle d'emplois et en suscitant le développement d'une activité d'hôtellerie (dont une école hôtelière). De nouvelles zones de logements sont construites, ainsi que la maison d'arrêt et de nombreux équipements. La ville compte 35 820 hab. (2012).
- Tremblay-en-France
Dès le Moyen Âge, le village se répartit entre Petit Tremblay et Grand Tremblay. À cette époque, les habitants vivent de la grande culture céréalière ou de la vente de laine de mouton, vendue en particulier lors de la Foire du Lendit à Saint-Denis.
À partir des années 1920, la commune connaît, comme beaucoup de ses voisines, une transformation importante avec la construction de lotissements pavillonnaires le long de la voie ferrée Paris-Soissons, sur d'anciennes terres incultes au sud du territoire. Le nord reste alors agricole et mène une vie à part.
En 1974 est inauguré l'aéroport de Paris-Charles-de-Gaulle, à l'extrême nord de la commune.
Au début du XXIe siècle, Tremblay présente ainsi une configuration originale avec un sud urbanisé, un centre villageois entouré de terres agricoles et le nord occupé par les installations aéroportuaires et des zones d'activités économiques (Parc d'activités Paris-Nord 2). Le village, ou « Vieux Pays » est resté préservé. La ville compte 34 081 hab. (2012).

Ces communes sont trois des cinq villes constituant le Syndicat d'équipement et d'aménagement des Pays de France et de l'Aulnoye (SEAPFA).
| Nom                | Code Insee | Gentilé       | Superficie (km2) | Population (dernière pop. légale) | Densité (hab./km2) |
| ------------------ | ---------- | ------------- | ---------------- | --------------------------------- | ------------------ |
| Villepinte (siège) | 93078      | Villepintois  | 10,37            | 35 864 (2014)                     | 3 458              |
| Sevran             | 93071      | Sevranais     | 7,28             | 50 077 (2014)                     | 6 879              |
| Tremblay-en-France | 93073      | Tremblaysiens | 22,44            | 34 704 (2014)                     | 1 547              |

## Fonctionnement

### Siège
Le siège de la communauté était à Villepinte : 50, allée des Impressionnistes, BP 5, 93423 Villepinte Cedex.

### Les élus
La communauté était administrée par son conseil communautaire dont les membres sont désignés en leur sein par les conseils municipaux des villes qui composent l'agglomération.
Pour la mandature 2014-2015, le conseil était composé de 48 membres répartis sensiblement en fonction de la population des communes concernées, Sevran disposant de 20 membres, Tremblay-en-France et Villepinte disposent chacun de 14 membres
Le conseil communautaire du 9 avril 2014 a réélu son président, François Asensi, et ses 14 vice-présidents. Avec cinq autres membres, ils ont formé le bureau de la communauté pour la mandature 2014-2015.

### Liste des présidents
Le Conseil communautaire a élu le 9 janvier 2010 et en son sein, son président, François Asensi, 7 vice-présidents (3 PC, 2 PS, 2 verts)
| Période         | Période          | Identité        | Étiquette | Qualité                            |
| --------------- | ---------------- | --------------- | --------- | ---------------------------------- |
| 9 janvier 2010, | 31 décembre 2015 | François Asensi | FASE      | Député-maire de Tremblay-en-France |

### Compétences
La communauté exerçait les compétences qui lui avaient été transférées par les communes membres, conformément aux dispositions de l'article L 5216-5 du Code général des collectivités territoriales.
Celles retenues pour Terre de France étaient les suivantes :
- Développement économique
- Aménagement
- Logement
- Politique de la ville
- Traitement des déchets
- Lutte contre la pollution
- Voirie
- Équipements culturels et sportifs à vocation intercommunale
- Actions sociales
- La gestion du cimetière intercommunal[8]

### Régime fiscal et budget
La communauté d'agglomération était financée par la fiscalité professionnelle unique (FPU), qui a succédé a la Taxe professionnelle unique (TPU), et qui assure une péréquation fiscale entre les communes regroupant de nombreuses entreprises et les communes résidentielles.

## Réalisations
La Communauté d'agglomération Terres de France participe à l'élaboration ou à la mise en œuvre de quelques grands projets :
- Aerolians Paris est une opération de développement économique prévue sur 200 ha sur le territoire de la commune de Tremblay-en-France, au sud de la zone aéroportuaire Paris-Charles de Gaulle, apportant 15 000 à 20 000 emplois à terme[11]. Elle comporte deux grands espaces d'aménagement :
  - un parc d'activités international de 150 ha dans des activités innovantes, de haute technologie ;
  - l'extension du parc des expositions de Paris-Nord Villepinte, qui passerait de 246 000 à 350 000 m2 de surfaces d'expositions couvertes, et la réalisation d'une Cité des Expositions destinée aux métiers de l'événementiel.
- Le centre de services et de commerce Aéroville, construit sur les terrains de la zone aéroportuaire et les communes de Tremblay-en-France et Roissy-en-France. Géré par Unibail-Rodamco, ce centre, qui comporte 200 enseignes sur 86 640 m2 de surface commerciale et un multiplexe cinématographique de 12 salles, a ouvert en octobre 2013. Il devrait générer environ 1 500 emplois immédiats et 2 600 emplois à terme.
- La densification du parc d'activités Paris-Nord 2, dont la superficie bâtie en bureaux et activités devrait doubler, passant à 2 millions de m2 à l'horizon 2030, générant 50 000 emplois supplémentaires.
- Le Colisée est un projet d'équipement multifonctionnel d'environ 8 000 places imaginé par la communauté d'agglomération pour recevoir, sur le territoire de la commune de Tremblay-en-France, des compétitions sportives nationales et internationales, des événements para-sportifs et de grands événements culturels[12].